# Torre Junoy
La Torre Junoy és una obra historicista de Puigcerdà (Baixa Cerdanya) inclosa a l'Inventari del Patrimoni Arquitectònic de Catalunya.
És un habitatge unifamiliar de planta rectangular, formada per planta baixa i dos pisos. La coberta és de llicorella, amb els angles en aresta i voladís apuntat, que emfasitza el cos central i els perfils de les finestres mansardes dels cossos laterals. Està coronada amb una ornamentació de ferro forjat entre dues xemeneies, força interessants. En la façana es dona rellevància al cos central amb la portalada d'entrada i una gran finestra d'arc carpanell al pis noble, les demés obertures presenten una insinuació poligonal.
El 2010 un incendi originat en una llar de foc en va destruir part de la teulada.